# Atropatene
Atropatene o Mèdia Atropatene (originalment conegut com a Atropatkan i Atorpatkan) és el nom amb què es va conèixer al període clàssic la regió que equival a l'actual Azerbaidjan independent i a l'Azerbaidjan iranià, i el Kurdistan iranià. Durant l'imperi Persa, el país formava part de Pèrsia integrat en la satrapia de Matiana (XVIII) i la de Caspiana (XI) mentre la Mèdia cal buscar-la en aquest temps a l'est de la Matiana. Vers el 331 aC la Matiana havia esdevingut la Mèdia. Va ser governat inicialment per Darios I, el Gran, de Pèrsia, i posteriorment per Alexandre Magne a partir del segle IV a.C..
La seva capital era Gazaka. Atropatene també va ser l'avantpassat nominal del nom d'Azerbaidjan.
Durant l'Imperi aquemènida va quedar integrat en les satrapies de Matiana (XVIII) i Caspiana (XI).

## Història
Alexandre el Gran va entrar a la regió de la Mèdia el 330 aC i en va donar el govern a Atròpates o Atròpat, que era el sàtrapa i antic general de Darios III, vers el 329 aC.
Atròpates, a la mort d'Alexandre (323 aC) i del repartiment de Triparadisos (320 aC), en què li va tocar la part nord de Mèdia, va establir un regne independent, conegut aviat com a Mèdia Atropatene o simplement com Atropatene. La capital fou Gazaca.
A part d'Atròpates (vers 328-280 aC), es coneix el seu successor Artabazos (vers 275 aC) i Artabarzanes (vers 222-211 aC) al que Antíoc el gran va imposar un tractat desavantatjós el 220 aC.
Després del 211 aC fou vassall dels selèucides però es desconeix que va passar internament; vers el 180 aC el país va quedar en mans dels armenis fins que vers el 140 aC (potser el 144 aC) fou ocupat pels parts.
Vers l'any 100 aC apareix un rei de nom Artabas o Artavasdes i després segueix Gotarces, un arsàcida que fou rei de Partia del 91 al 78 aC. Vers el 85 aC el dinasta local, Darios, es va sotmetre a Tigranes II d'Armènia, del qual fou el gendre. A començaments del 67 aC el rei d'Atropatene, Mitridates (rei de Partia el 58 aC per quatre anys), fou enviat contra Capadòcia on va combatre a les guarnicions romanes que foren aniquilades i a l'estiu ja dominava una bona part del país, però la guerra va començar a anar malament i el 66 aC Tigranes va quedar sota protecció romana i Atropatene va restablir de fet la seva independència.
Mitridates, en arribar al tron de Partia, va donar el regne a Ariobarzanes. Vers el 35 aC sota Antoni, l'Atropatene va esdevenir client romà. La filla del rei, anomenada Iotape, es va casar amb el rei d'Armènia Alexandre Heli (fill d'Antoni i Cleòpatra). Amb l'ajut part, Artaxes II va recuperar el tron armeni (32 aC) i a més va rebre el regne d'Atropatene (Artaxes I) del seu aliat i protector rei de Partia (30 aC).
L'any 2 aC, mort el rei d'Armènia Artavasdes IV en un combat, els romans van donar la corona armènia a Ariobarzanes, fill del rei Artabas d'Atropatene, d'origen mede i que fou acceptat pels nobles a causa de les seves bones qualitats; l'any 4 Ariobarzanes (II d'Atropatene) va morir en un accident i les dues corones van passar al seu fill, anomenat Artabas o Artavasdes (II d'Atropatene) que fou assassinat dos anys després. Llavors Atropatene i Armènia van agafar camins separats i a la primera apareix un rei de nom Ariovast, possible germà d'Artavasdes II. Diversos prínceps arsàcides van governar després: Artaban que des del 12 era rei dels parts; Vonon, rei dels parts el 51; Pacorus i d'altres. El regne vassall part va subsistir fins a la conquesta sassànida el 226.

## Llista de reis d'Atropatene
- Atròpat vers 328-280 aC
- Artabazus vers 275 aC
- Artabazanes vers 222-211 aC
- Desconeguts 211-144 aC
- A l'Imperi Part des del 144 aC
- Vologases I (Bagasha) 144–122 aC[6]
- Arsaces I 122–111 aC[6]
- Artaxerxes 111–97 aC[6]
- Artaban I o Artabàs 97–88 aC[6]
- Mitridates I 88–67 (vassall d'Armènia 85-70 aC),[6] gendre de Tigranes el Gran
- Darios vers 67-65 aC[6]
- Ariobarzanes I, 65-56 aC
- Artavasdes I 56–31 aC (fill d'Ariobarzanes i gendre d'Antíoc I Theos de Commagene
- Asinnalus, 31-20 aC
- Ariobarzanes II 20 aC a 4 dC (rei d'Armènia 2 aC a 4 dC
- Artavasdes II, 4-6 (rei també d'Armènia)
- Artabanus (net d'Artavasdes I) 6-10
- Vonones (germà) 11-51
- Pacorus 51-78
- Llista alternativa:
- Mitridates II (III de Pàrtia 57-54 aC) 65–54 aC[6]
- Orodes I (II de Pàrtia 57-55 i 54-37 aC) 54–50[6]
- Pacorus I 50–38 aC
- Fraates I (IV de Pàrtia) 38-30 aC
- Ariobarzanes I vers 38-30 aC
- Artaxes vers 30-25 aC
- ?Tiridates 30–25 aC
- Fraates I (IV de Pàrtia) 25-12 aC
- Artavasdes vers 20-1 aC
- ?Mitridates III 12–9 aC
- Fraates I (IV de Pàrtia) 9-4 aC
- Fraates II o Fraataces (V de Pàrtia) 4 aC-2 dC
- Ariobarzanes II de Mèdia Atropatene (d'Armènia 2 aC-4) vers 1aC-4 dC
- Artaban II (d'Armènia 4-6) 4-6 aC
- Orodes II (III de Pàrtia) 4–6 dC
- Ariovast 6-20
- Artabàs o Artabanus o Artaban II (de Pàrtia 12-38) vers 20-38
- Tiridates II 35-36
- Vonon o Vonones I (de Pàrtia 51) vers 38-51
- Vardanes I 40-47
- Gotarzes 40-51
- Pacorus II 51-72
- Sanabares 51-65
- Vonones o Vonon II c. 60
- Vardanes II c. 60
- Vologases I c. 60-78
- Vologases II c. 78-80
- Pacorus III c. 80-105
- Reis desconeguts 105-vers 136
- Bagayash vers 136
- Arsaces II vers 136
- ?Pacorus IV fins vers 163
- Reis desconeguts 163- vers 200
- Vologases III fins 208
- Rei desconegut 208-213
- Artaban o Artabàs III (IV de Pàrtia) 213–226
- Pacorus V 226-229 (fill de l'anterior)
- Als sassànides 226